# Melville (album)
Melville è il secondo album dei Movie Star Junkies, il primo pubblicato (2010) con l'etichetta svizzera Vooodoo Rhythm Records.
Questo concept album ispirato al romanzo di Herman Melville e supportato da una lunga tournée europea, li ha lanciati definitivamente sulla scena indie europea.

## Tracce
1. The Curse
2. Little Boy
3. Lucky House
4. Run Away From Me
5. Dead Love Rag
6. Melville
7. Eleanor
8. Your Miserable Life
9. This Is Not A Light
10. I'd Rather Not
11. Tongues Of Fire
12. Melville (Brass Section)